# The Kinks
The Kinks là một ban nhạc rock của Anh được thành lập ở vùng Muswell Hill, phía bắc thành phố London, bởi hai anh em Ray và Dave Davies vào năm 1964. The Kinks được coi là một trong những ban nhạc quan trọng nhất có ảnh hưởng thập niên 1960. Ban nhạc được thành lập giữa làn sóng British rhythm and blues và Merseybeat, sau đó trở thành một phần của làn sóng British Invasion tại Mỹ trước khi họ bị cấm trình diễn vào năm 1965. Đĩa đơn thứ ba của họ, "You Really Got Me" có được thành công trên toàn thế giới, đạt vị trí quán quân tại Anh và lọt vào top 10 ở Mỹ. Từ giữa những năm 1960 tới năm 1970, ban nhạc trở nên nổi tiếng với hàng loạt ca khúc; các album phòng thu của họ có doanh thu tốt song bán không chạy bằng các album tuyển tập. Âm nhạc của họ ảnh hưởng lớn từ nhiều thể loại, từ R&B cho tới nhạc phòng trà, dân ca và nhạc đồng quê. Họ cũng được đánh giá cao trong việc quảng bá văn hóa và lối sống của người Anh, đặc biệt thông qua các sáng tác của Ray Davies. Các album Face to Face (1966), Something Else (1967), The Kinks Are the Village Green Preservation Society (1968), Arthur (1969), Lola Versus Powerman (1970), Muswell Hillbillies (1971) cùng với các đĩa đơn theo kèm đều được coi là các sản phẩm thu âm quan trọng bậc nhất của thời kỳ này.
Sau giai đoạn nghỉ ngơi tới giữa những năm 1970, The Kinks trở lại với hàng loạt album mới là Sleepwalker (1977), Misfits (1978), Low Budget (1979), Give the People What They Want (1981) và State of Confusion (1983). Ngoài ra, nhiều ban nhạc như Van Halen, The Jam, The Knack, The Pretenders và The Fall cũng đã hát lại nhiều ca khúc của họ, giúp The Kinks luôn đảm bảo doanh thu. Tới thập niên 1990, các nghệ sĩ Britpop như Blur và Oasis đều nhắc tới The Kinks là một trong những nghệ sĩ ảnh hưởng nhất. Ban nhạc tan rã vào năm 1996 sau những thất bại về doanh thu đối với album cuối cùng và sau những tranh cãi kéo dài giữa 2 anh em nhà Davies.
The Kinks có tới 5 đĩa đơn nằm trong top 10 của Billboard, và 9 album nằm trong top 40. Tại Anh, họ có 17 đĩa đơn trong top 20 và 5 album top 10. 4 album của họ đã được nhận chứng chỉ Vàng từ RIAA và họ đã bán được tới hơn 50 triệu đĩa nhạc trên toàn thế giới. Với những đóng góp của mình, ban nhạc được trao giải Ivor Novello cho "Những cống hiến cho nền âm nhạc Anh". Năm 1990, 4 thành viên sáng lập của ban nhạc được vinh danh tại Đại sảnh Danh vọng Rock and Roll, và sau đó tại Đại sảnh Âm nhạc Anh vào tháng 11 năm 2005.

## Thành lập
Hai anh em nhà Davies được sinh ra ở ngoại ô Bắc London sau đó bố mẹ cậu chuyển về ở khu ngoại ô lân cận Muswell Hill. Ở nhà, họ được đắm mình trong một thế giới của nhiều phong cách âm nhạc khác nhau, từ nhạc hội trường Anh cho đến nhạc jazz và những giai điệu rock and roll thời kì đầu. Ray và người em trai kém gần 3 tuổi của cậu, Dave, đã tự học chơi guitar, và đã bắt đầu chơi skiffle và "rock and roll" với nhau.
Ở trường trung học, hai anh em đã cùng bạn bè thành lập một ban nhạc có tên Ray Davies Quartet. Buổi ra mắt thành công tại một buổi khiêu vũ của trường đã khuyến khích nhóm chuyển sang chơi tại các quán rượu và quán bar địa phương. Ban nhạc đã trải qua một loạt các giọng hát chính, trong đó đáng chú ý nhất là Rod Stewart, một sinh viên khác tại William Grimshaw. Tuy nhiên, anh này sớm rời bỏ ban nhạc và thành lập một ban nhạc khác. Cuối năm 1962, Ray Davies tới học tại trường Cao đẳng Nghệ thuật Hornsey. Anh cảm thấy hứng thú với các chủ đề như phim, kịch, và các thể loại âm nhạc như jazz và blues. Tuy nhiên Davies sớm bỏ học và trở về Muswell Hill, nơi hai anh em họ và các thành viên trong nhóm nhạc cũ, biểu diễn dưới nhiều tên gọi khác nhau như Pete Quaife, Bo-Weevils, và The Ramrods, trước khi (tạm thời) ổn định với cái tên The Ravens.
Ban nhạc trải qua nhiều ông bầu dẫn dắt, tuy nhiên không đạt được mấy thành công mãi cho đến đầu năm 1964, khi họ ký được một hợp đồng với hãng thu âm Pye. Trong khoảng thời gian này, The Ravens quyết định lấy một cái tên mới: The Kinks. Có nhiều lời giải thích về cái tên này, có thể đó là chiêu quảng cáo, tạo ra một cái tên lạ nhằm gây chú ý. Sau này, Ray từng nói rằng ông chưa bao giờ thực sự thấy thích cái tên đó cả.

## Thành viên
| Nghệ sĩ             | Ngày hoạt động                                                            | Vai trò                                                |
| ------------------- | ------------------------------------------------------------------------- | ------------------------------------------------------ |
| Ray Davies          | Tháng 2 năm 1964–1996                                                     | hát chính, guitar, harmonica, keyboard, sáng tác chính |
|                     |                                                                           |                                                        |
| Dave Davies         | Tháng 2 năm 1964–1996                                                     | guitar lead, hát phụ trợ, đôi khi sáng tác chính       |
|                     |                                                                           |                                                        |
| Mick Avory          | Tháng 2 năm 1964–1984                                                     | trống và định âm                                       |
|                     |                                                                           |                                                        |
| Pete Quaife         | Tháng 2 năm 1964 – tháng 6 năm 1966, tháng 11 năm 1966 – tháng 3 năm 1969 | bass, hát phụ                                          |
|                     |                                                                           |                                                        |
| Nicky Hopkins       | 1965–1968                                                                 | keyboard                                               |
|                     |                                                                           |                                                        |
| John Dalton         | Tháng 6-11 năm 1966, tháng 4 năm 1969–1976, 1978                          | bass, hát nền                                          |
|                     |                                                                           |                                                        |
| John Gosling        | 1970–1978                                                                 | keyboard                                               |
|                     |                                                                           |                                                        |
| Andy Pyle           | 1976–1978                                                                 | bass                                                   |
|                     |                                                                           |                                                        |
| Gordon John Edwards | 1978                                                                      | keyboard, hát nền                                      |
|                     |                                                                           |                                                        |
| Jim Rodford         | 1978–1996                                                                 | bass, hát nền                                          |
|                     |                                                                           |                                                        |
| Ian Gibbons         | 1979–1989, 1993–1996                                                      | keyboard, hát nền                                      |
|                     |                                                                           |                                                        |
| Bob Henrit          | 1984–1996                                                                 | trống và định âm                                       |
|                     |                                                                           |                                                        |
| Mark Haley          | 1989–1993                                                                 | keyboard, hát nền                                      |
|                     |                                                                           |                                                        |

Thời gian biểu

## Danh sách đĩa nhạc
Album phòng thu
- Kinks (1964)
- Kinda Kinks (1965)
- The Kink Kontroversy (1965)
- Face to Face (1966)
- Something Else by The Kinks (1967)
- The Kinks Are the Village Green Preservation Society (1968)
- Arthur (Or the Decline and Fall of the British Empire) (1969)
- Lola Versus Powerman and the Moneygoround, Part One (1970)
- Percy (soundtrack) (1971)
- Muswell Hillbillies (1971)
- Everybody's in Show-Biz (1972)
- Preservation Act 1 (1973)
- Preservation Act 2 (1974)
- Soap Opera (1975)
- Schoolboys in Disgrace (1975)
- Sleepwalker (1977)
- Misfits (1978)
- Low Budget (1979)
- Give the People What They Want (1981)
- State of Confusion (1983)
- Word of Mouth (1984)
- Think Visual (1986)
- UK Jive (1989)
- Phobia (1993)

Album trực tiếp
- Live at Kelvin Hall (1967)
- One for the Road (1980)
- Live: The Road (1988)
- To the Bone (1994)

Đĩa đơn top 10 UK/US
- "You Really Got Me" (1964) UK & US
- "All Day and All of the Night" (1964) UK & US
- "Tired of Waiting for You" (1965) UK & US
- "Set Me Free" (1965) UK
- "See My Friends" (1965) UK
- "Till the End of the Day" (1965) UK
- "Dedicated Follower of Fashion" (1966) UK
- "Sunny Afternoon" (1966) UK
- "Dead End Street" (1966) UK
- "Waterloo Sunset" (1967) UK
- "Autumn Almanac" (1967) UK
- "Lola" (1970) UK & US
- "Apeman" (1970) UK
- "Come Dancing" (1982) US